# Texas-Duo
Das Texas-Duo war in den 1940er- und 1950er-Jahren ein bekanntes Schweizer Gesangsduo. Es bestand aus dem Musiker-Ehepaar Yvonne (Irma) Furrer (geb. 1921 in Horgen) und Paul Furrer (geb. 1920 in Venthône; † 1984 in Basel).

## Geschichte
Yvonne Furrers Taufname war Irma, den sie später zum moderner klingenden Yvonne abänderte. Nach der Schulzeit absolvierte sie eine Lehre als Verkäuferin, dann arbeitete sie in einem Seidenwarengeschäft. 1942 lernte sie Paul Furrer kennen, der mit seiner Mutter – sein Vater war kurz nach seiner Geburt verstorben – aus dem Wallis nach Zürich gezogen war. Seine Mutter heiratete den Gastwirt und Ländlermusiker Alois Amgwerd, der zur Zeit der Schweizerischen Landesausstellung 1939 das Wirtshaus «Landidörfli» an der Müllerstrasse betrieb. Da dort viel musiziert wurde, lernte der junge Paul Furrer Mandoline und Gitarre zu spielen.
Beide entdeckten bald ihre gemeinsame Liebe zu Musik und Cowboysongs aus Westernfilmen und begannen, auf Zürichs Plätzen Volkslieder und Schlager vorzutragen. Mit zwei Cowboyliedern gewann das «Duo Paolo», wie sich die beiden nannten, an einem Gesangswettbewerb im Kongresshaus Zürich den 1. Preis. In der Folge traten Yvonne und Paul Furrer an verschiedenen Gesangsveranstaltungen auf; ein Jahr später konnten sie ihren Erfolg im Kongresshaus wiederholen. Ein Talentsucher der Firma Decca Records, der im Publikum sass, bot dem Duo darauf einen Schallplattenvertrag an.
Der Komponist Artur Beul, der bereits für das Jodelduo Marthely Mumenthaler-Vrenely Pfyl und das Trio Schmid erfolgreich komponierte, wurde von der Plattenfirma beauftragt, für das Duo ein paar Lieder zu schreiben. So entstanden die Dialekttitel «Chumm mit mir nach Texas», «Cowboy Cowboy» und die deutsch gesungenen Titel «Drei Cowboys singen» und «Cowboys ziehen durch die Nacht». Aufgenommen wurden die Lieder zusammen mit dem Orchester Walter Baumgartner, das auch zahlreiche andere Titel von Artur Beul begleitet hatte.

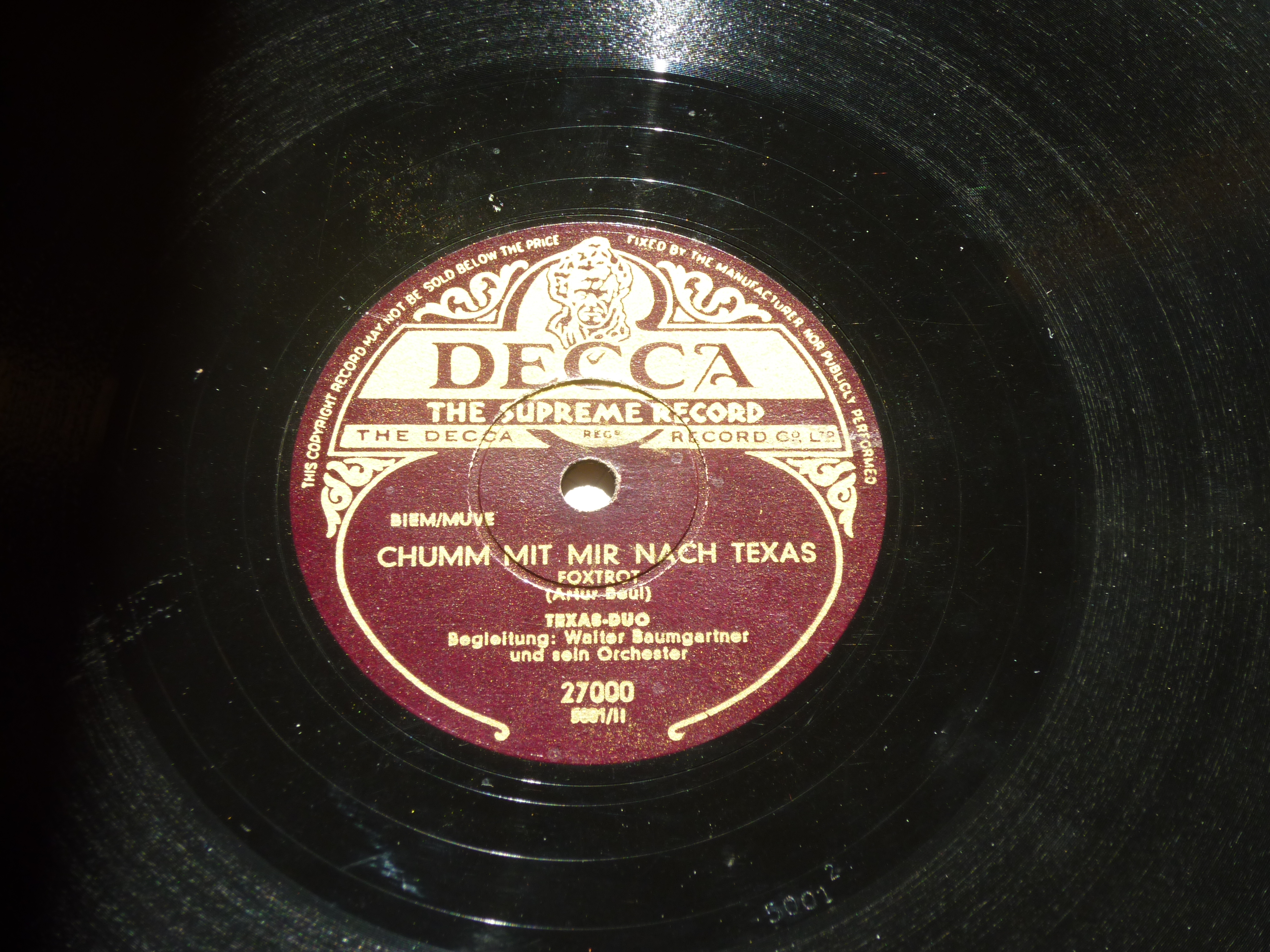
Chumm mit mir nach Texas, 1946

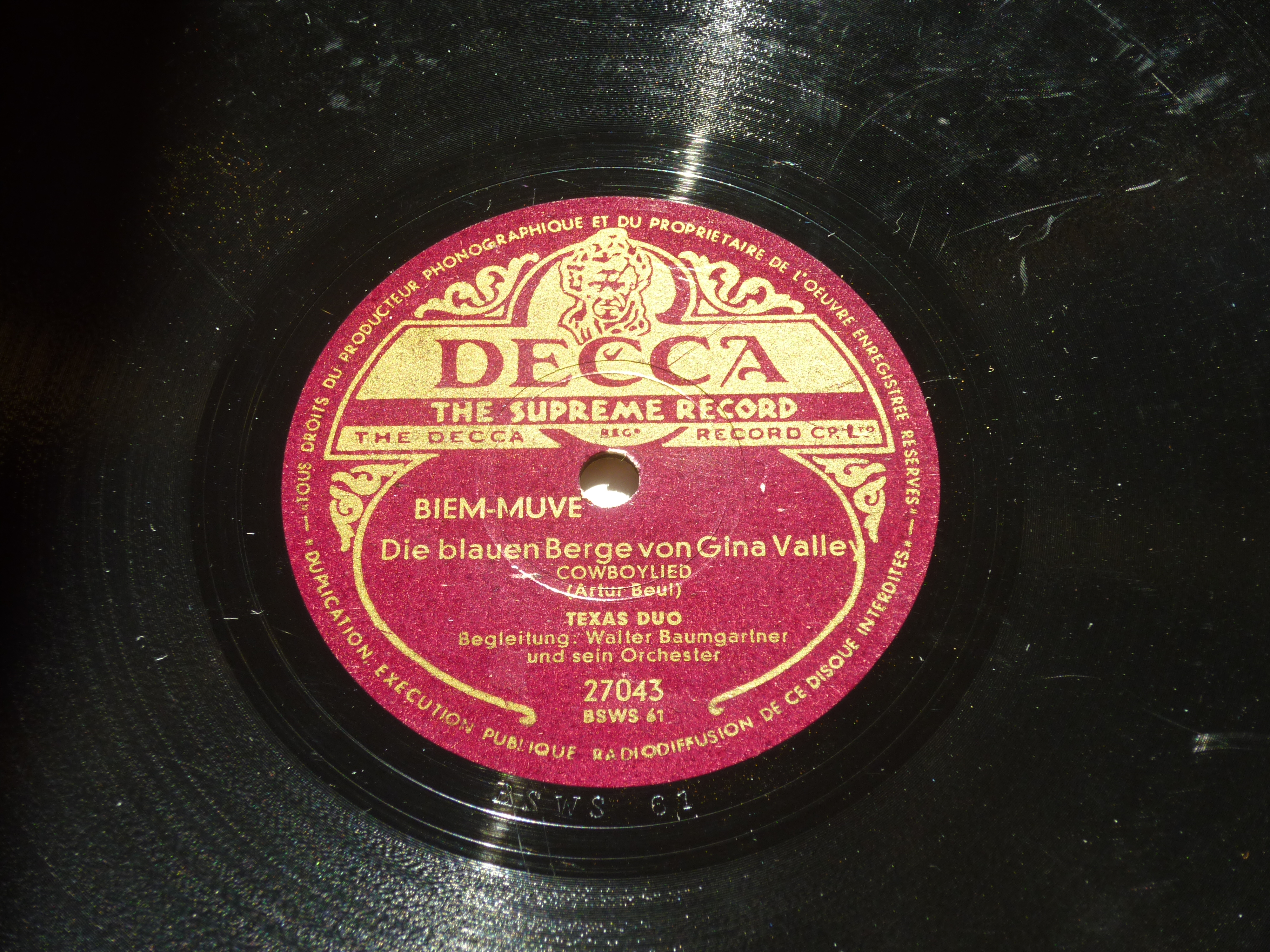
Die blauen Berge von Gina Valley, 1947

Die ersten Platten erschien 1946. Damals entstand auch der Name «Texas-Duo»; eine Schöpfung der Plattenfirma. Die Lieder wurden oft bei Radio Beromünster gespielt, vor allem «Chumm mit mir nach Texas» entwickelte sich zu einem Gassenhauer. Yvonne und Paul Furrer hatten inzwischen geheiratet, machten nach ihrem erfolgreichen Debüt die Musik zu ihrem Beruf und traten in zahlreichen Konzertsälen und Hotels auf. Meistens traten sie in Cowboykleidung mit Stetson, Fransenkleid und Stiefeln auf. Neben Cowboyliedern trugen sie auch Volkslieder, Schlager und Wiener Melodien vor.
Auch wenn Artur Beul nach wie vor als Hauptkomponist für die Furrers schrieb, begannen diese, seine Texte und Melodien etwas abzuändern, um die Cowboystimmung zu verstärken. 1947 erschienen die erste Eigenkompositionen von Yvonne und Paul Furrer: «Cowboy schick di dri» und «Cowboy in Schwitzerland». Der grösste kommerzielle Erfolg wurde 1947 Beuls Titel «Die blauen Berge von Gina Valley», auch er von Paul Furrer bearbeitet.
Als im gleichen Jahr Paul Furrer krankheitshalber einen Auftritt verpasste, sprang Artur Beul als Sänger ein und nahm zusammen mit Yvonne Furrer sechs Titel auf; darunter «Unter der Brücke von San Louis». Es sind die einzigen Aufnahmen, auf denen Artur Beul als Sänger zu hören ist. Sie erschienen unter dem Namen «Arizona-Duo», waren jedoch nicht sehr erfolgreich. Beuls Zusammenarbeit mit dem Texas-Duo schlief um 1948 ein, als die Furrers ihre Lieder vermehrt selber schrieben. Einen ihrer erfolgreichsten Auftritte hatte das «Texas-Duo» am Silvester 1948 am Radio, als sie zusammen mit Grössen wie Schaggi Streuli, Voli Geiler und Walter Morath auftreten konnten. Neben Auftritten in der französischen Schweiz folgten Auftritte in Frankreich und Österreich, darunter war ein mehrwöchiges Engagement in Wien. 1949 nahmen sie erstmals mehrere erfolgreiche Dialektnummern auf, die nichts mit dem Westernimage zu tun hatten: «Ja ja die langi Mode» etwa, «Märtgass –Blues», «Zürcher Schliefscheh-Blues» oder «Oh du schöni Bahnhofstrass», bei der Hazy Osterwald Vibraphon spielte.

## Nach der Karriere

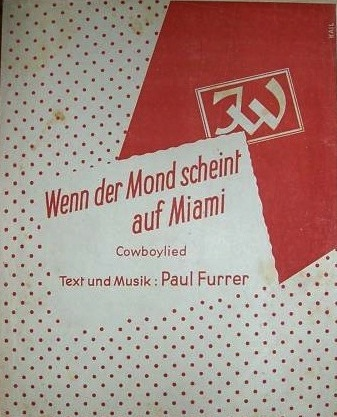
Notenblatt

Vor allem Paul Furrer verlor allmählich das Interesse an den zahlreichen Reisen und Auftritten; viel lieber trat er in Bars des Zürcher Niederdorfes auf, wo er ein gern gesehener Gast war. Die letzte Aufnahme des «Texas-Duos» stammt aus dem Jahr 1951 und wenig später trennten sich ihre Wege.
Yvonne Furrer trat dem Unterhaltungsensemble von Bobby Gallina bei, wo sie als Sängerin, Schlagzeugspielerin und Komödiantin mitwirkte; später trat sie mit verschiedenen Gesangsformationen auf. In der Mitte der 1950er-Jahre nahm sie zusammen mit ihrem Verwandten Harry Bischoff noch einmal zwei Schallplatten auf, ohne grossen Erfolg allerdings. Später leitete sie eine Filiale einer Textilreinigungsfirma und war in Zürich als Wirtin tätig.
Paul Furrer zog anfangs der 1960er-Jahre nach Basel, wo er zusammen mit dem Akkordeonisten Emil Wild als Unterhaltungsmusiker auftrat. Später arbeitete er als Hilfselektriker. 1984 starb er an Herzversagen.

## Aufgenommene Titel (Auswahl)
Die über 50 Platten des «Texas-Duo» erschienen weder auf Langspielplatte noch auf CD; die Schellackplatten sind jedoch nach wie vor in Fachgeschäften erhältlich.
Titel von Artur Beul:
Chumm mit mir nach Texas, Cowboy Cowboy; Drei Cowboys singen; Cowboys ziehen durch die Nacht; Little Joe; Am Rio Grande liegt El Paso; In der Milchstrasse glä̈nzen die Sterne; Tanzen Cowboys; Ein Cowboy aus Texas; Die blauen Berge von Gina Valley; Marie, die Rose der Prärie; Unter der Brücke von San Louis; Das war die Kleine aus der Texas-Bar; Wenn ich ein Cowboy wär; Cowboy sing es Liedli; Über Stock und Stein; Adieu kleiner Cowboy; Drei Cowboys singen; Im Korallenmeer; Mein Wagen rollt durch die Prärie; Wenn ein Cowboy hat Heimweh;
Weitere Titel:
Cowboy schick di dri; Cowboy in Schwizerland; Texas ist der schönste Fleck auf Erden; Der Cowboy geht ins Rancherhaus; Wenn der Mond scheint auf Miami;